# Cantón de La Celle-Saint-Cloud
El cantón de La Celle-Saint-Cloud era una división administrativa francesa, que estaba situada en el departamento de Yvelines y la región de Isla de Francia.

## Composición
El cantón estaba formado por dos comunas:
- Bougival
- La Celle-Saint-Cloud

## Supresión del cantón de La Celle-Saint-Cloud
En aplicación del Decreto nº 2014-214 de 21 de febrero de 2014, el cantón de La Celle-Saint-Cloud fue suprimido el 22 de marzo de 2015 y sus 2 comunas pasaron a formar parte del nuevo cantón de Le Chesnay.